# Pat Carey
Pat Carey (sinh ngày 9 tháng 11 năm 1947) là một cựu chính khách Fianna Fáil Ireland. Ông là một Teachta Dála (TD) cho khu vực bầu cử ở Dublin North-West từ 1997 đến 2011. Ông từng là Bộ trưởng Bộ Cộng đồng, Bình đẳng và Gaeltacht từ năm 2010 đến 2011, và cũng là Người đứng đầu Chính phủ từ năm 2008 đến 2010.

## Tuổi thơ và đời tư
Carey được sinh ra ở Castlemaine, Quận Kerry vào năm 1947. Ông được giáo dục tại Presentation Brothers College, Milltown, County Kerry và đến St. Patrick's College ở Drumcondra, Dublin để hoàn thành khóa đào tạo giáo viên. Sau đó, ông học tại Đại học Dublin và Trinity College Dublin, nơi ông nhận được bằng Cử nhân Khoa học Xã hội và Giáo dục H.Dip tương ứng. Trước khi vào chính trị, Carey là một giáo viên trường quốc gia và một phó hiệu trưởng.
Kể từ khi rời văn phòng, Carey trở thành người đồng tính, và lên tiếng ủng hộ cuộc trưng cầu dân ý về hôn nhân bình đẳng năm 2015, nói rằng điều đáng tiếc duy nhất của tôi là tôi đã không đủ can đảm để tự tin [công khai trong chính trị]. Khi tôi nhìn lại nó, một sự thương hại khủng khiếp tôi đã cảm thấy có thể làm điều đó. Không ai ngăn cản tôi, nhưng tôi không chắc chắn sẽ nhận được như thế nào.